# New Washington (Aklan)
Pour les articles homonymes, voir New Washington.
New Washington (officiellement municipalité de New Washington : en aklanon Banwa it New Washington ; en hiligaïnon Banwa sang New Washington ; en tagalog : Bayan ng New Washington) est une municipalité de troisième classe de la province d'Aklan, aux Philippines.
Lors du recensement de 2020, sa population s'élève à 47 955 habitants.

## Géographie
Banga est l'une des dix-sept municipalités de la province d'Aklan, sur l'île de Panay, dans la région des Visayas occidentales au centre des Philippines. C'est une municipalité côtière, située à la pointe nord-est de l'île, en bordure de la mer de Sibuyan, à 9 kilomètres de Kalibo, chef-lieu de la province.
D'une superficie totale de 66,69 kilomètres carrés, New Washington est divisée administrativement en 16 barangays (districts) :
- Candelaria
- Cawayan
- Dumaguit
- Fatima
- Guinbaliwan
- Jalas
- Jugas
- Lawa-an
- Mabilo
- Mataphao
- Ochando
- Pinamuk-an
- Poblacion
- Polo
- Puis
- Tambak

## Personnalités liées
- cardinal Jaime Sin (1928-2005), archevêque de Manille de 1974à 2003, né à New Washington.

## Lieux remarquables
New Washington est connu pour un endroit appelé Sampaguita Garden.